# Las cerezas
Las cerezas va ser un programa de televisió emès per La 1 de Televisió Espanyola en la temporada 2004-2005, amb presentació de la periodista Júlia Otero. L'espai se centrava en entrevistes realitzades per la presentadora a personatges de rellevància de la vida política, social i econòmica del país, així com en l'intercanvi d'opinions entre ells. Entre altres, va comptar amb Felipe González, Jordi Pujol, Marta Sánchez, Javier Bardem, Eduardo Noriega, Josema Yuste, David Summers i Luis del Olmo.
Així mateix, existia un apartat d'humor, amb esquetxos carregats de crítica social i política a càrrec del grup de Minoria absoluta i amb els còmics Tània Sàrrias, Sílvia Abril, Cesc Casanovas, Pau Miró, Queco Novell, Bruno Oro, Joan Quintanilla, Òscar Rodríguez, Roger de Gràcia i Toni Soler.